# Fall Creek
Fall Creek è un villaggio degli Stati Uniti d'America, situato in Wisconsin, nella contea di Eau Claire.